# Mafia (видеоигра)
Mafia (известна още и като Mafia: The City of Lost Heaven) е екшън видеоигра от 2002 г., разработена от Illusion Softworks и публикувана от Gathering of Developers. Играта е пусната за Microsoft Windows през август 2002 г., а по-късно е пусната и за PlayStation 2 и Xbox през 2004 г. Действието се развива през 30-те години на XX век в измисления американски град на име Lost Heaven. Сюжетната линия следва възхода и падането на гангстера Томи Анджело в семейството на дон Салиери. Играта има две продължения – Mafia II (2010) и Mafia III (2016). През май 2020 г. 2К Games обявява, че разработва римейк на играта и че ще бъде пуснат в продажба през същата година. Той излиза през септември и е озаглавен Mafia: Definitive Edition.